# Chwyt Pinarda
Chwyt Pinarda – chwyt stosowany w trakcie porodu siłami natury z położenia pośladkowego. Stosuje się go w celu sprowadzenia w kierunku kanału rodnego stópki przedniej płodu. Polega na tym, iż palec wskazujący przyciska udo do brzuszka, zaś środkowy i serdeczny zginają podudzie płodu na palcu wskazującym. W rezultacie stópka płodu uzyskuje dostateczną swobodę ruchu i obniża się w kanale, przez co może zostać łatwo uchwycona.